# Walter Falb
Walter Falb, nemški general in vojaški zdravnik, * 17. januar 1884, † 30. december 1950.

## Življenjepis
Med letoma 1931 in 1933 je delal v berlinski Kirurški univerzitetni kliniki, nato pa je prevzel poveljstvo nad zdravstveno enoto v Schwerinu. 
Leta 1933 je postal divizijski zdravnik 1. konjeniške, leta 1936 pa 23. pehotne divizije.